# 域陀·洛基
域陀·曉高·賀基·費拉拿（葡萄牙語：Vitor Hugo Roque Ferreira；2005年2月28日—）是一名巴西職業足球員，司職前鋒，現時效力巴甲球會彭美拉斯，並代表巴西國家足球隊參加國際比賽。

## 球會生涯

### 早年生涯
賀基出生於巴西米纳斯吉拉斯州蒂莫特乌，他在十歲時加入阿美利加明尼路的青訓學院。在他的14歲生日前，賀基拒絕了阿美利加明尼路所提供的合約，並在2019年3月與高士路簽約，令阿美利加明尼路向巴西政府的勞工部門對高士路提出訴訟，雙方最終在同年5月達成協議，阿美利加明尼路保留球員所有權中的35%，而高士路則擁有剩餘的65%。

### 高士路
2021年5月25日，賀基與高士路簽下他的首份職業合約，同年10月12日，他在對陣保地花高上演職業生涯地標戰，他在比賽下半場後備入替，但在上陣僅18分鐘後隨即被換下場，球隊以0–0賽和對手。領隊於賽後讚揚了賀基的地標戰表現，但表示他未能跟上比賽步伐，因此被提早換出場。
他在2022年正式成為球會一隊成員，並在該年2月20日射入職業生涯首個入球，協助球隊在州聯賽中以2–2逼和維拉諾瓦。三日後，他在對陣塞爾希培的巴西盃賽事中梅開二度，帶領高士路以5–0大勝。

### 帕拉尼恩斯

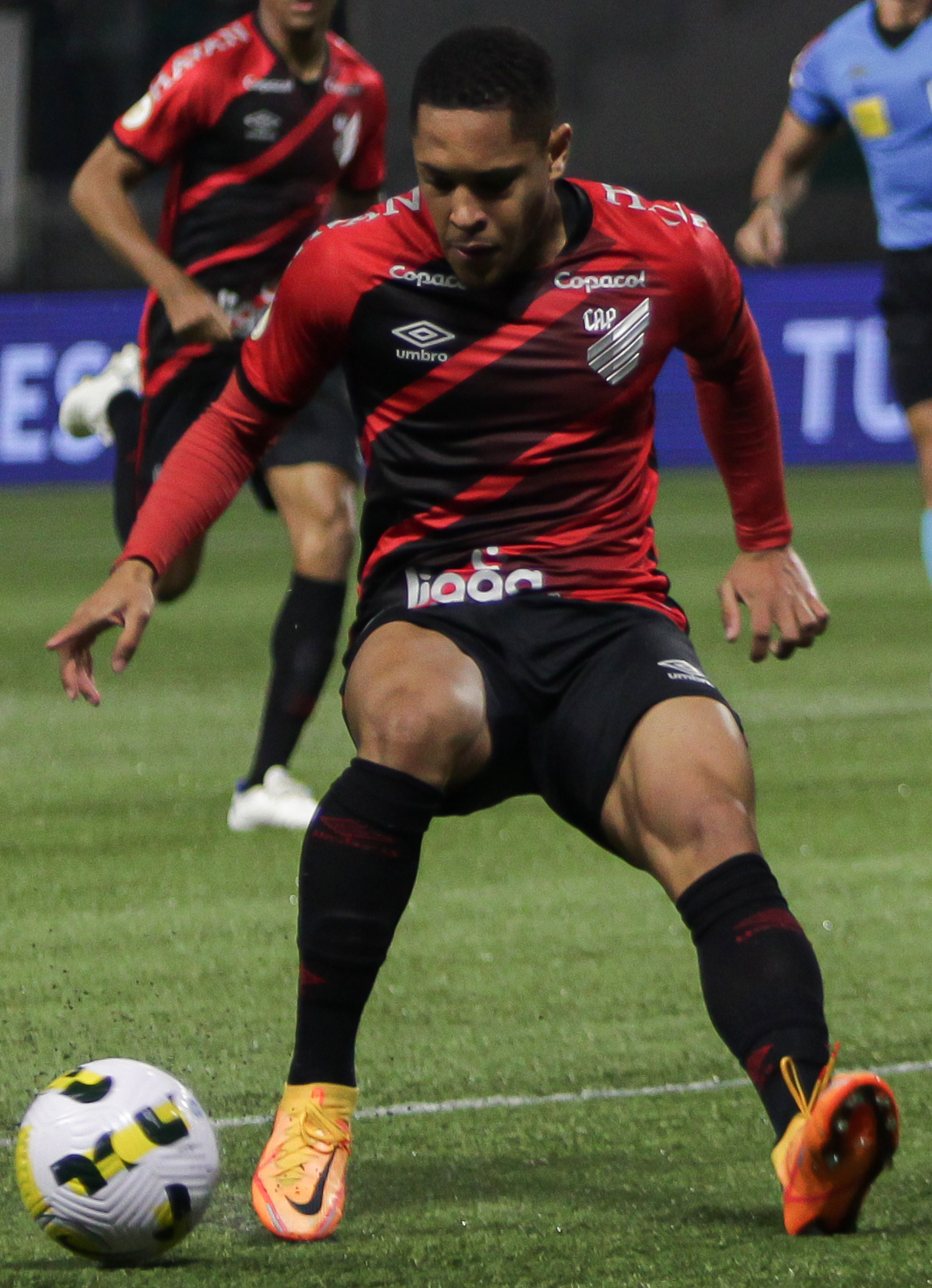
賀基於2022年為帕拉尼恩斯上陣

2022年4月13日，巴甲球會帕拉尼恩斯以破隊史轉會費紀錄的2400萬巴西雷亚尔轉會費，激活了賀基與高士路的合約中的解約條款。他在四日後首次為球會上陣，帕拉尼恩斯最終以1–0敗予明尼路。同年5月29日，他首次為球隊入球，在對陣古亞巴的巴甲賽事中射入比賽的唯一入球。他在8月7日作客明尼路的賽事中梅開二度，協助球隊以3–2取勝。
2023年12月2日，帕拉尼恩斯宣布球隊在翌日對陣山度士的比賽將是賀基的告別賽。賀基在比賽中正選上陣，協助球隊以3–0勝出。

### 巴塞隆拿
2023年7月12日，西甲球會巴塞隆拿宣布與帕拉尼恩斯達成有關賀基的轉會協議，賀基簽下一紙為期八年的合約，而合約的解約金為5億歐元。同年12月27日，賀基巴塞隆拿的訓練基地甘伯体育城完成體測，他獲分配19號球衣。
2024年1月4日，賀基在對陣拉斯彭馬斯的2–1作客勝仗中後備上陣，完成地標戰。同月31日，他在對陣奧沙辛拿的西甲比賽中首次為球隊入球，協助球隊以1–0小勝對手。

## 國家隊生涯
2023年1月，賀基入選巴西U20國家隊的南美洲青年足球錦標賽參賽名單，並隨隊不敗奪冠。賀基於整個賽事共射入六個入球，與隊友安德烈·山度士並列射手榜首位。
2023年3月3日，賀基首次獲巴西國家隊徵召。他在同月25日對陣摩洛哥的2–1友誼賽敗仗中後備上陣，於比賽第65分鐘入替洛迪高。

## 個人生活
賀基是一名基督徒。

## 生涯統計

### 球會
最後更新：2024年2月17日
| 效力球會   | 球季     | 聯賽     | 聯賽 | 聯賽 | 州聯賽 | 州聯賽 | 國家盃賽 | 國家盃賽 | 洲際比賽 | 洲際比賽 | 其他 | 其他 | 總計 | 總計 |
| 效力球會   | 球季     | 聯賽     | 上陣 | 入球 | 上陣   | 入球   | 上陣     | 入球     | 上陣     | 入球     | 上陣 | 入球 | 上陣 | 入球 |
| ---------- | -------- | -------- | ---- | ---- | ------ | ------ | -------- | -------- | -------- | -------- | ---- | ---- | ---- | ---- |
| 高士路     | 2021     | 巴乙     | 5    | 0    | —      | —      | —        | —        | —        | —        | —    | —    | 5    | 0    |
| 高士路     | 2022     | 巴乙     | 1    | 0    | 8      | 3      | 2        | 3        | —        | —        | —    | —    | 11   | 6    |
| 高士路     | 總計     | 總計     | 6    | 0    | 8      | 3      | 2        | 3        | —        | —        | —    | —    | 16   | 6    |
| 帕拉尼恩斯 | 2022     | 巴甲     | 29   | 5    | —      | —      | —        | —        | 7        | 2        | —    | —    | 36   | 7    |
| 帕拉尼恩斯 | 2023     | 巴甲     | 25   | 12   | 6      | 4      | 6        | 1        | 8        | 4        | —    | —    | 45   | 21   |
| 帕拉尼恩斯 | 總計     | 總計     | 54   | 17   | 6      | 4      | 6        | 1        | 15       | 6        | —    | —    | 81   | 28   |
| 巴塞隆拿   | 2023–24  | 西甲     | 6    | 2    | —      | —      | 2        | 0        | 0        | 0        | 0    | 0    | 8    | 2    |
| 生涯總計   | 生涯總計 | 生涯總計 | 66   | 19   | 14     | 7      | 10       | 4        | 15       | 6        | 0    | 0    | 105  | 36   |

1. ↑  於南美自由盃賽事上陣

### 國家隊
最後更新：2023年3月25日
| 代表國家隊 | 年份 | 上陣 | 入球 |
| ---------- | ---- | ---- | ---- |
| 巴西       | 2023 | 1    | 0    |
| 總計       | 總計 | 1    | 0    |

## 榮譽

### 球會
帕拉尼恩斯
- 巴拉那州足球聯賽（英语：Campeonato_Paranaense）：2023（英语：2023 Campeonato_Paranaense）
- 南美自由盃亞軍：2022

### 國家隊
巴西U20
- 南美洲青年足球錦標賽：2023（英语：2023_South_American_U-20_Championship）[27]

### 個人
- 南美自由盃賽事最佳陣容：2022[28]
- 南美洲青年足球錦標賽神射手：2023（英语：2023_South_American_U-20_Championship）[22]